# Galina Lwowna Petraschewitsch
Galina Lwowna Petraschewitsch (russisch Галина Львовна Петрашевич, ukrainisch Галина Львівна Петрашевич Halyna Lwiwna Petraschewytsch; * 10. Märzjul. / 23. März 1903greg. im Dorf Dubowa, Rajon Uman; † 7. Juni 1999 in Kiew) war eine sowjetisch-ukrainische Bildhauerin.

## Leben
Petraschewitsch war die Tochter eines Postbediensteten. Sie besuchte das Gymnasium Uman und lernte 1920–1923 im Umaner Kunst- und Dekorationsatelier. Sie studierte in Kiew 1925–1930 am Institut für Plastische Kunst in der Skulptur-Fakultät bei Max Issajewitsch Gelman, Bernard Michailowitsch Kratko, Iwan Sewer und Konstantin Nikolajewitsch Jelewa.

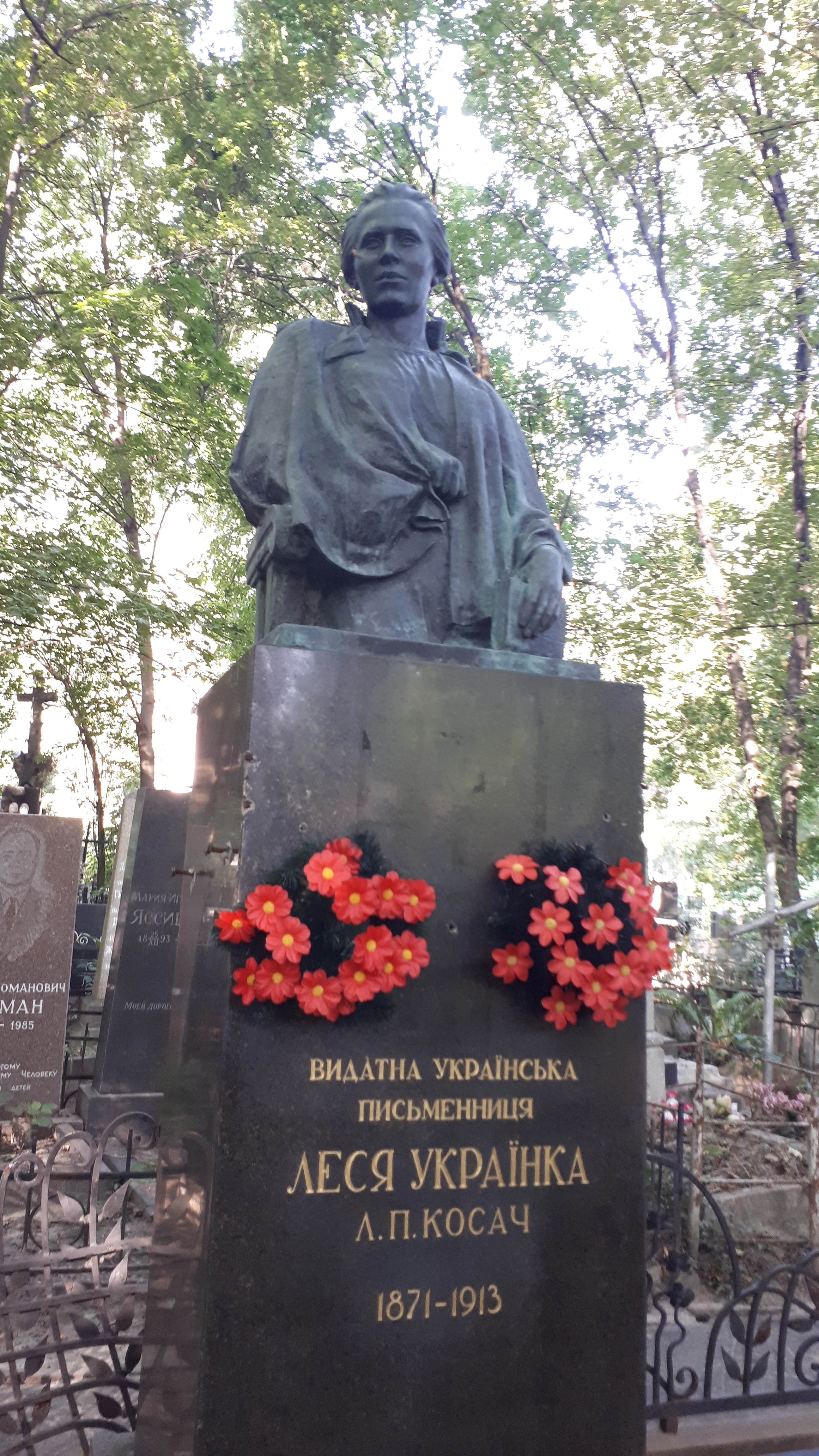
Lessja Ukrajinkas Grabdenkmal

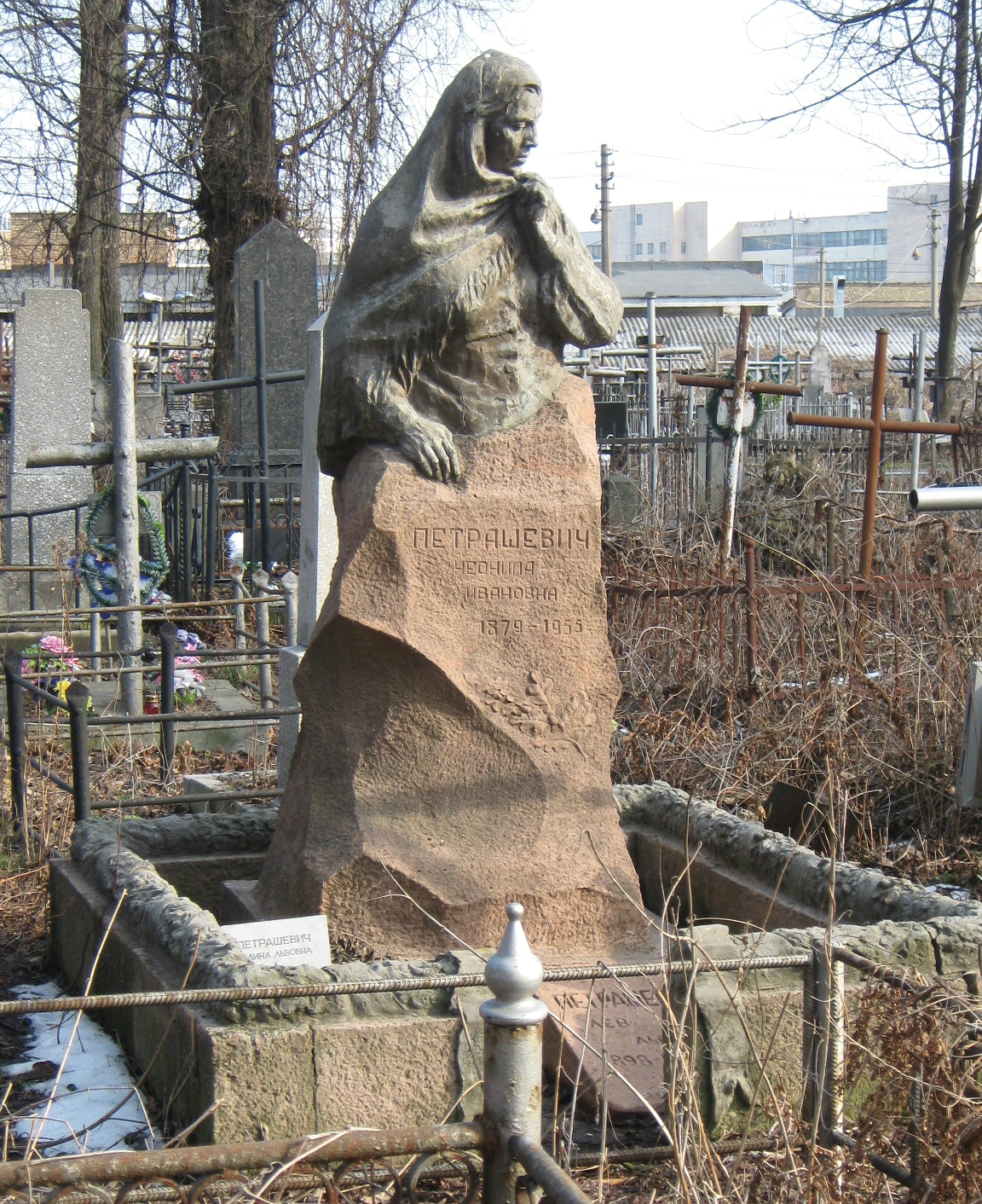
Petraschewitschs Grab

Ab 1927 beteiligte sich Petraschewitsch an Republikausstellungen. Petraschewitschs erste Arbeit war ein Denkmalprojekt für die Helden der Revolution in Kiew 1929. Mit dem Denkmal für Feofil Gawrilowitsch Janowski errang sie den 1. Platz beim Wettbewerb 1929. Sie schuf 1939 die Bronze-Porträtskulptur der Dichterin Lessja Ukrajinka für das Grabdenkmal  auf dem Kiewer Baikowe-Friedhof. Als eine der Ersten schuf sie eine Porträtskulptur des jungen Taras Schewtschenko. Ab 1938 beteiligte sie sich an allrussischen Ausstellungen und ab 1955 an Ausstellungen im Ausland. Einzelausstellungen fanden in Moskau 1959 und Kiew 1960 statt. Sie war Mitglied der Künstlerunion der UdSSR. Sie war Mitglied der KPdSU seit 1944.
Petraschewitschs Tochter war die Bildhauerin Oxana Alexandrowna Suprun.
Petraschewitsch wurde auf dem Kiewer Lukjaniwska-Friedhof begraben neben ihrer Mutter und ihrem Bruder. Auf ihrem Grab steht ihre Frauenstatue.

## Ehrungen
- Orden des Roten Banners der Arbeit
- Verdiente Künstlerin der Ukrainischen Sozialistischen Sowjetrepublik (1958)
- Volkskünstlerin der Ukrainischen Sozialistischen Sowjetrepublik (1964)